# Desmond Ford
Dr. Desmond „Des” Ford (Townsville, Queensland, 1929. február 2. – Sunshine Coast, Queensland, 2019. március 11.) ausztrál adventista teológus, ismert az isteni kegyelmet középpontba helyező hitszónoklatairól. Jól ismert személyiség a nyugati adventista körökben, aki „Gleccser Nézet doktrínájával” szerepet játszott az 1980-as válságban. Ez évben elbocsátották az egyház szolgálatából, miután elvetette az egyház „vizsgálati ítélet” tanítását.

## Élete
Már tizenéves korában hetednapi adventistának keresztelkedett, miután nagy hatást gyakorolt rá Ellen G. White publikációja, a The Great Controversy. Az Avondale Collegeban ministránsnak tanult; a főiskola meghívta tanári karába. Két PhD fokozatot is szerzett. Az elsőt retorikából a Michigan Állami Egyetemen, a másodikat a Manchester Egyetemen 1972-ben The Abomination of Desolation in Biblical Eschatology dolgozatával. Az Avondaleen tizenhat éven át a Vallás Szak igazgatója volt, tanítványai csodálták dinamikus előadásait.
A teológiáját kritizálókra az egyház válaszul Amerikába küldte, ahol a Pacific Union Collegeban tanított. 1979-ben felkérték, hogy az egyetemen tartott Association of Adventist Forums fórumon vezesse az vizsgálati ítélet doktrínáról szóló szekciót. Hamarosan szembekerült nézőpontja a hivatalos egyházi állásponttal, elbocsátották az egyházi szolgálatból és ezután megalakította saját misszióját, a Good News Unlimitedet.
Az adventista egyházi tisztviselők azt állították, hogy Ford tanítása aláásta alapvető tanaikat, más megfigyelők azonban úgy vélték, hogy csak megpróbálta összhangba hozni az adventista tanítást a Bibliával.

### Családja
Három gyermeke született, Ellen, Paul, és Luke Ford, aki zsidó hitre tért.

## Művei
Körülbelül harminc könyvet és számos cikket írt, a vallási, egészségügyi, életviteli témákat felölelve.
- Unlocking God's Treasury, 1964
- Discovering God's Treasures, 1972. Same book as Unlocking God's Treasury.
- Answers on the Way: Scriptural Answers to Your Questions, (Mountain View, CA: Pacific Press Publishing Association, 1976)
- Daniel, (Nashville, TN: Southern Publishing Association, 1978) Anvil Biblical Studies series. ISBN 978-0-8127-0174-6.
- The Abomination of Desolation in Biblical Eschatology (published version of second doctoral dissertation), (Washington, DC: University Press of America, 1979) ISBN 978-0-8191-0757-2.
- Daniel 8:14, The Day of Atonement, and the Investigative Judgment, (Casselberry, FL: Euangelion Press, 1980) ISBN 978-1-883619-08-4.  „Gleccser-nézet kézirataként” is ismert.
- Physicians of the Soul, God's Prophets Through the Ages, (Nashville, TN: Southern Publishing Association, 1980) ISBN 0-8127-0262-X. Tartalmazza Ford nézeteit Ellen G. White-ról, mint prófétanőről.
- The Forgotten Day, 1981, az adventista szombatról, mint nyugalomnapról
- Crisis, 2 vols., 1982.  A A jelenések könyvéhez kommentár.
- The Adventist Crisis of Spiritual Identity, 1982
- Coping Successfully with Stress, 1984
- Will there be a Nuclear World Holocaust? 1984
- How to Survive Personal Tragedy, 1984
- A Kaleidoscope of Diamonds: The Jewelled Glories of the Cross Revealed, 2 vols, 1986
- Worth More Than a Million, 1987
- Daniel and the Coming King, 1996
- Right With God Right Now: How God Saves People as Shown in the Bible's Book of Romans, 1998
- The End of Terrorism, 2004
- Eating Right for Type 2 Diabetes, 2004
- God's Odds, 2006
- For the Sake of the Gospel: Throw Out the Bathwater, But Keep the Baby, 2008
- Jesus Only, 2008
- The Time is at Hand, 2009
- The Coming Worldwide Calvary, 2009
- The Final Roller-Coaster, 2010
- How Long, O Lord, 2010
- Jesus Only, 2013. Abridged by Ritchie Way.